# Zone Club
Zone Club bio je europski televizijski program posvećen temama života i zabave. Pokrenut je 1998. godine kao Club. Potom je pokrenut 1. travnja 2001. u Poljskoj i 13. rujna 2004. u Mađarskoj.
Inačicu programa na mađarskom jeziku u početku je danonoćno emitirala usluga satelitske televizije UPC Direct, ali na kabelskoj televiziji vrijeme emitiranja bilo je podijeljeno između Zone Cluba i Irisz TV-a televizijske kuće TV2, koji je emitiran od 18 do 23 sata. Dana 27. lipnja 2006. programima Zone Visiona dodijeljena je riječ "Zone", pa je Club postao Zone Club. Program se u Mađarskoj počeo danonoćno prikazivati 1. siječnja 2007., kad je Irisz TV prestao postojati.
Program je bio posvećen šest kategorija: modi, zdravlju, domu, putovanjima, hrani i odnosima. Na njemu su također emitirane dramski i dokumentarni filmovi. Ciljno su mu gledateljstvo predstavljale žene između 18 i 39 godina i danonoćno je bio dostupan na pet jezika; gledalo ga je 6 milijuna gledatelja u dvadeset i dvije države (diljem Europe, arapskog svijeta i u Južnoj Koreji). Dana 27. prosinca 2010. program je u Poljskoj promijenio ime u Club TV.
U Mađarskoj je razdoblje emitiranja programa ponovno podijeljeno 18. travnja 2011., kad je Chello Central Europe počeo emitirati dječji program Megamax koji se prikazivao od 16 do 22 sata. Megamax se krajem 2011. prikazivao 15 sati (od 7 do 22 sata), zbog čega je Zone Club postao noćni program.
Na području Europe, Bliskog istoka i Afrike Zone Club ugašen je 1. travnja 2010., a zamijenio ga je Fine Living Network. Dana 1. veljače 2012. program je ugašen i u Mađarskoj, gdje ga je posve zamijenio Megamax. Pola godine kasnije Chellomedia je otkrila da će sve europske inačice programa s imenom Zone postati programi s imenom CBS. CBS Drama zamijenio je Club TV u Poljskoj 3. prosinca 2012.